# Jädivere
Jädivere – wieś w Estonii, w prowincji Rapla, w gminie Vigala.